# Uleanivka, Slavuta
Uleanivka (în ucraineană Улянівка) este un sat în comuna Muhariv din raionul Slavuta, regiunea Hmelnîțkîi, Ucraina.

## Demografie
Componența lingvistică a localității Uleanivka
     Ucraineană (100%)
Conform recensământului din 2001, toată populația localității Uleanivka era vorbitoare de ucraineană (100%).